# Harpactea incerta
Harpactea incerta är en spindelart som beskrevs av Brignoli 1979. Harpactea incerta ingår i släktet Harpactea och familjen ringögonspindlar.
Artens utbredningsområde är Grekland. Inga underarter finns listade i Catalogue of Life.